# Aiaaira
Aiaaira, (Abhaski Аиааира) je nacionalna himna Republike Abhazije koju priznaje samo nekoliko zemalja. Uvedena je 1992. godine. Tekst je napisao abhaški političar i pjesnik Gennady Alamija, a glazbu Walera Schkaduwa.